# Phyllurus amnicola
Espèce
Phyllurus amnicola est une espèce de gecko de la famille des Carphodactylidae.

## Répartition
Cette espèce est endémique du Queensland en Australie. 

## Publication originale
- Couper, Schneider, Hoskin & Covacevich, 2000 : Australian leaf-tailed geckos: phylogeny, a new genus, two new species and other new data. Memoirs of the Queensland Museum, vol. 45, n. 2, p. 253-265 (texte intégral).